# 埼玉県道311号蓮田鴻巣線

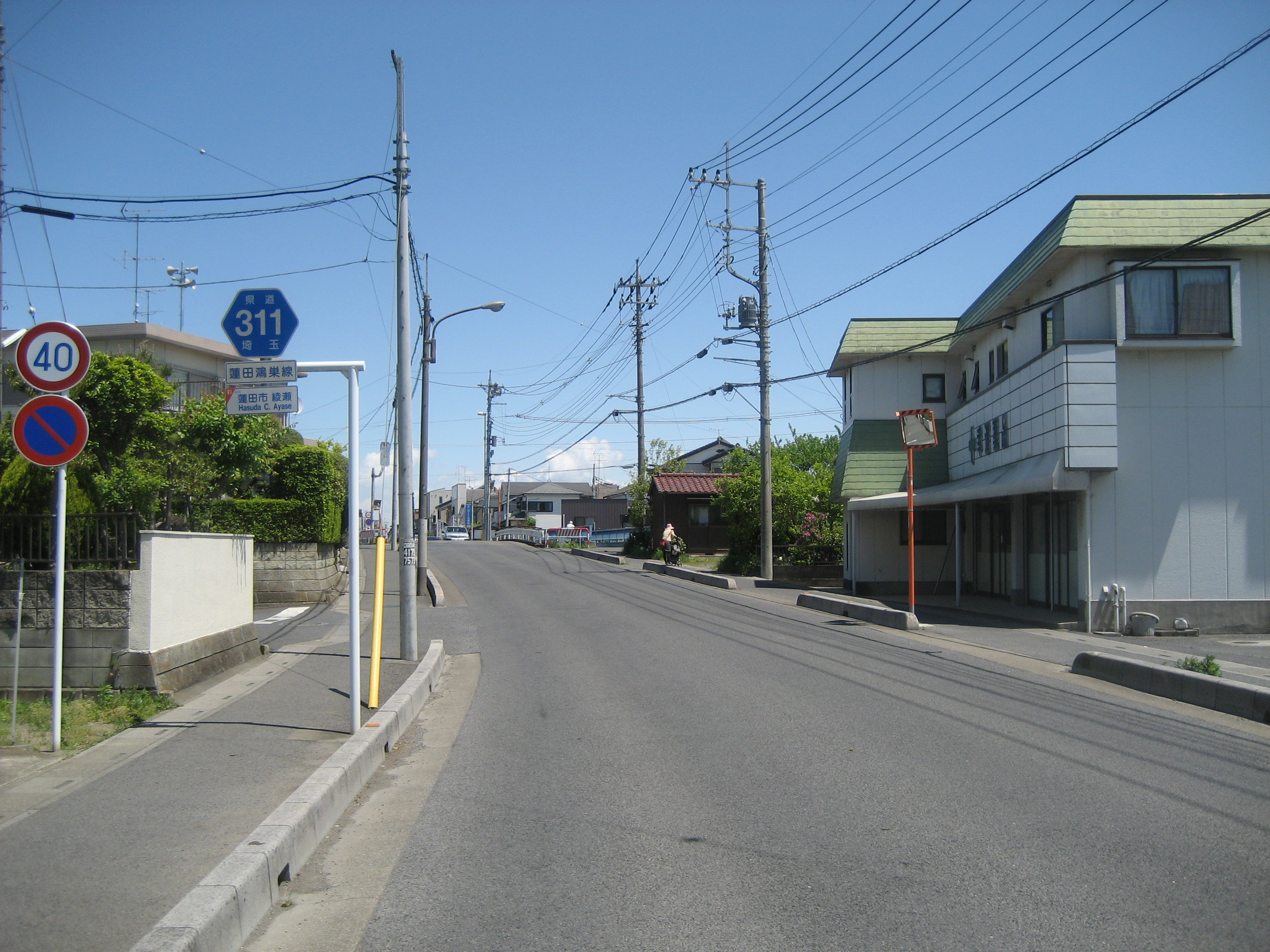
蓮田市綾瀬付近

埼玉県道311号蓮田鴻巣線（さいたまけんどう311ごう はすだこうのすせん）は、埼玉県蓮田市から鴻巣市に至る県道である。

## 概要
埼玉県蓮田市を起点とし、鴻巣市の「天神2丁目」交差点までの総距離14.192kmの県道である。名称は「蓮田鴻巣線」となっているが、実質的な終点は北本市である（後述）。
桶川市・北本市・鴻巣市方面から国道17号を使わずに春日部市方面（国道16号経由）・さいたま市、川口市方面（国道122号経由）にアクセスするための裏道として利用されている。
また伊奈町の区間においては、都市計画道路「伊奈中央線」として、歩道が整備された幅の広いバイパス道路が徐々に整備されており、旧道は町道へ順次降格している。

## 通過する市町村と沿道・周辺の解説

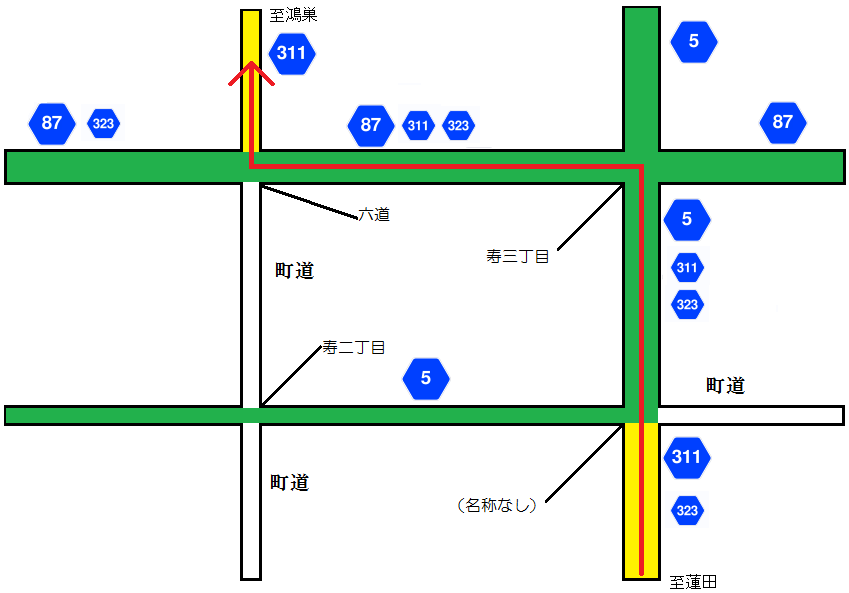
北足立郡伊奈町寿での道路の交差の様子

蓮田市
蓮田駅東口の入り口にある国道122号の交差点が起点だったが、現在はその先国道122号蓮田岩槻バイパスの久台交差点に変更された。蓮田駅西口再開発によって線形が変わり、以前は駅前から岩槻第一踏切横の交差点まで線路と並走していた。見沼代用水・綾瀬川を渡ると北足立郡伊奈町に入る。
北足立郡伊奈町
伊奈町に入るとすぐに三叉路があり、ここを右折する。その後、200 mほど進むと埼玉県道3号さいたま栗橋線と交差する。この地域は昭和40〜50年代の大規模開発によって団地が造成された地域で、大型マンション「サンライズ伊奈」がある。
埼玉県道3号さいたま栗橋線を越え、200 m程の区間は宅地造成時に先行整備された区間のため、中層住宅が多く集まっている。しかしその先は2014年（平成26年）3月10日に新たに開通したバイパス道路の区間で、田畑を貫いており民家は少ない。加えて、元々あった道路を残したまま新たに本道を通したため、至る所で元の道路が途中で分断されている。
左手にNTT東日本伊奈電話交換センターを見て右折する。この交差点は暫定整備であり、現在こそ突き当たり（丁字路）になっているものの、今後は更に直進して東北新幹線の高架をくぐってDIC埼玉工場付近の埼玉県道150号上尾蓮田線と町道の交差点まで延長される予定である。
前述の丁字路を右折し、伊奈市街を抜けて「六道」交差点まで埼玉県道323号上尾環状線と重複することになる。
合流点から100 m程で「志久」交差点があり、埼玉県道150号上尾蓮田線と交差する。両方の街の中心部を結ぶ道路であり、一定の交通量があるにも関わらず右折車線が設けられていない上、バスも盛んに通行しているため混雑する。「志久」交差点を過ぎると東北新幹線の高架をくぐり、伊奈市街に入る。
伊奈町立伊奈中学校を過ぎた後に伊奈町役場入口交差点を左折すると、伊奈町配水場付近でバイパス道路に接続する。前述した暫定整備の丁字路はここまで整備される予定である。
その先の交差点（名前なし）から次の「寿3丁目」交差点まで埼玉県道5号さいたま菖蒲線と約100 mの区間重複する。この「寿3丁目」交差点で本道は左折するが、4本の県道（埼玉県道5号さいたま菖蒲線、埼玉県道87号上尾久喜線、埼玉県道323号上尾環状線、本道）が交差、重複している。蓮田方面から走行してきた場合には右図のようになる。
直進方向 埼玉県道5号さいたま菖蒲線
左右方向 埼玉県道87号上尾久喜線
左折 埼玉県道323号上尾環状線・本道
しかし、案内標識では若い番号の道路が優先されているため、本道の番号が直進・右折・左折全ての標識から消える。これは前述した本道の移し変えにより発生したことであるが、工事が途中であるため現時点では案内標識の設置もないと思われる。「寿3丁目」交差点を左折して約200 mほど進行すると、「六道」交差点がある（この区間は埼玉県道87号上尾久喜線と重複している）。この区間は2006年（平成18年）に開業したウニクス伊奈の影響もあり、終日混雑している。本道はこの「六道」交差点を右折するが、先に重複した埼玉県道87号上尾久喜線・埼玉県道323号上尾環状線はここを直進するため、ここで全ての重複が解かれる。
「六道」交差点を右折した後は伊奈町の外れになり、田園風景が広がる。この区間には上尾市と伊奈町の境となっている。信号は少なくなり、桶川市の桶川市立加納小学校の周辺まで広い歩道が整備されておらず、緩やかなカーブが続く。
桶川市
桶川市に入ると信号も多くなるが、小さな交差点なので渋滞は発生しない。小中高校が沿道にあり、自転車や歩行者が車道に出て通行していることが多いが、埼玉県立桶川高等学校や桶川市立加納中学校の周辺は広い歩道が整備されている。この先「桶川高校入口」交差点で埼玉県道12号川越栗橋線と交差する。
この交差点で首都圏中央連絡自動車道（圏央道）の高架をくぐる。左折して埼玉県道12号川越栗橋線に入ると、桶川加納ICで圏央道に接続する。
北本市
北本市に入ると徐々に国道17号が接近する。「北中丸」交差点から「古市場」までの間の約200 mを埼玉県道312号下石戸上菖蒲線と重複する。この「北中丸」交差点はY字路になっている。歩行者・自転車の巻き込み事故防止のため、2007年（平成19年）にスクランブル交差点に改良された。「古市場」交差点で下石戸上菖蒲線は左に折れる。
この先の「宮内5丁目」交差点を左折してすぐ「宮内」交差点で国道17号に接続する。この「宮内5丁目」交差点と「宮内」交差点は約50 mという至近距離にあるにも拘らず、2つの信号が連動しておらず（正確に言うと逆に連動している）、右折車線もないため日中は慢性的な渋滞が発生している。付近に北本市立宮内中学校と埼玉県立北本高等学校があるため、自転車に乗った学生や付近住民も多いが歩道は整備されていない。この区間の渋滞を避けて国道17号に出るために、「古市場」交差点か「北本高校入口」交差点で左折することを促す標識がある。「宮内」交差点から北は終点の鴻巣市まで国道17号線と重複しており、県道としては「宮内」交差点が事実上の終点となっている。
鴻巣市
終点は鴻巣市の「天神2丁目」交差点であるが、鴻巣市内全域にわたって国道17号と重複している。

## 地理

### 通過する自治体
- 埼玉県
  - 蓮田市
  - 北足立郡伊奈町
  - 桶川市
  - 北本市
  - 鴻巣市

### 交差する道路
| 交差する道路                     | 交差する道路                  | 交差点名       | 所在地 | 所在地 |
| -------------------------------- | ----------------------------- | -------------- | ------ | ------ |
| 埼玉県道154号蓮田杉戸線 杉戸方面 |                               |                |        |        |
| 国道122号（蓮田岩槻バイパス）    | 国道122号（蓮田岩槻バイパス） | 久台           | 蓮田市 | 東     |
| 埼玉県道322号東門前蓮田線        | 本線                          | 蓮田駅入口     | 蓮田市 | 東     |
| 埼玉県道3号さいたま栗橋線        | 埼玉県道3号さいたま栗橋線     |                | 伊奈町 | 栄     |
|                                  | （栄中央通り）                |                | 伊奈町 | 栄     |
| 埼玉県道323号上尾環状線          |                               |                | 伊奈町 | 小室   |
| 埼玉県道150号上尾蓮田線          | 埼玉県道150号上尾蓮田線       | 志久           | 伊奈町 | 小室   |
| 本線                             |                               | 伊奈町役場入口 | 伊奈町 | 小室   |
| 埼玉県道5号さいたま菖蒲線        |                               |                | 伊奈町 | 寿     |
| 埼玉県道87号上尾久喜線           | 埼玉県道87号上尾久喜線        | 寿三丁目       | 伊奈町 | 寿     |
|                                  | 本線                          | 六道           | 伊奈町 | 寿     |
| 埼玉県道12号川越栗橋線           | 埼玉県道12号川越栗橋線        | 桶川高校入口   | 桶川市 | 加納   |
|                                  | 埼玉県道312号下石戸上菖蒲線   | 北中丸         | 北本市 | 北中丸 |
| 埼玉県道312号下石戸上菖蒲線      |                               | 古市場         | 北本市 | 古市場 |
| （東中央通り）                   | （東中央通り）                | 北本高校入口   | 北本市 | 古市場 |
| 本線                             | （三軒茶屋通り）              | 宮内5丁目      | 北本市 | 宮内   |
| 国道17号                         | 国道17号                      | 宮内           | 北本市 | 宮内   |
| 埼玉県道27号東松山鴻巣線         | 埼玉県道38号加須鴻巣線        | 天神2丁目      | 鴻巣市 | 天神   |
| 国道17号 熊谷・行田方面          |                               |                |        |        |

### 重複する道路
- 埼玉県道323号上尾環状線（伊奈町大字小室（交差点名なし） - 伊奈町「六道」交差点）
- 埼玉県道5号さいたま菖蒲線（伊奈町寿（交差点名なし） - 伊奈町寿・「寿3丁目」交差点）
- 埼玉県道87号上尾久喜線（伊奈町寿・「寿3丁目」交差点 - 伊奈町「六道」交差点）
- 埼玉県道312号下石戸上菖蒲線（北本市「北中丸」交差点 - 北本市「古市場」交差点）
- 国道17号（北本市「宮内」交差点 - 鴻巣市天神・「天神2丁目」交差点）

### 沿線の施設
| 施設                       | 所在地 |
| -------------------------- | ------ |
| 東北本線（宇都宮線）蓮田駅 | 蓮田市 |
| 伊奈町立南中学校           | 伊奈町 |
| 伊奈町立小室小学校         | 伊奈町 |
| 上尾警察署小室交番         | 伊奈町 |
| 伊奈町立伊奈中学校         | 伊奈町 |
| 伊奈町役場                 | 伊奈町 |
| 埼玉新都市交通伊奈中央駅   | 伊奈町 |
| 埼玉新都市交通羽貫駅       | 伊奈町 |
| 伊奈町立小針小学校         | 伊奈町 |
| 伊奈町郷土資料館           | 伊奈町 |
| 桶川市立加納小学校         | 桶川市 |
| 上尾警察署坂田交番         | 桶川市 |
| 埼玉県立桶川高等学校       | 桶川市 |
| 桶川市立加納中学校         | 桶川市 |

## ギャラリー

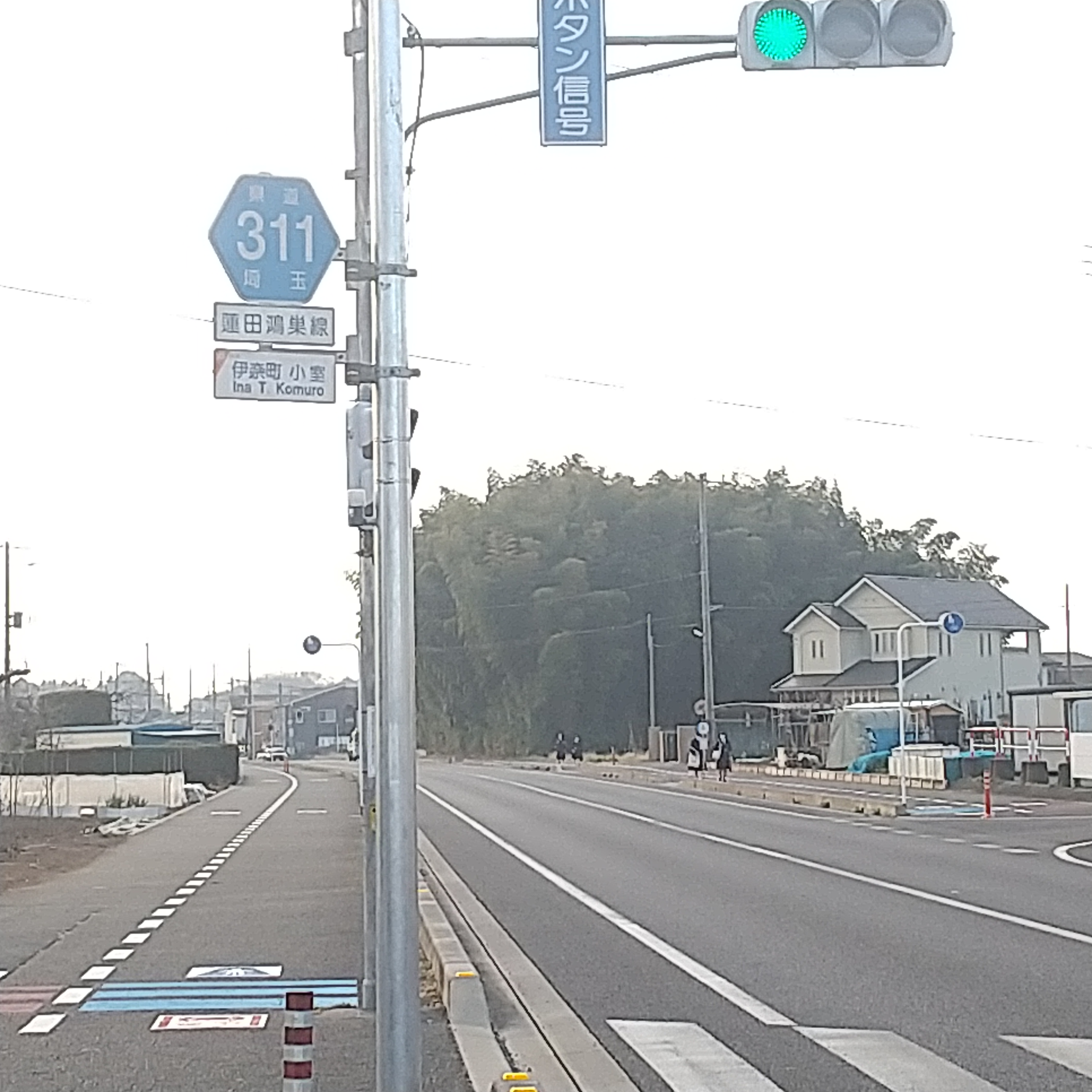
伊奈町小室付近
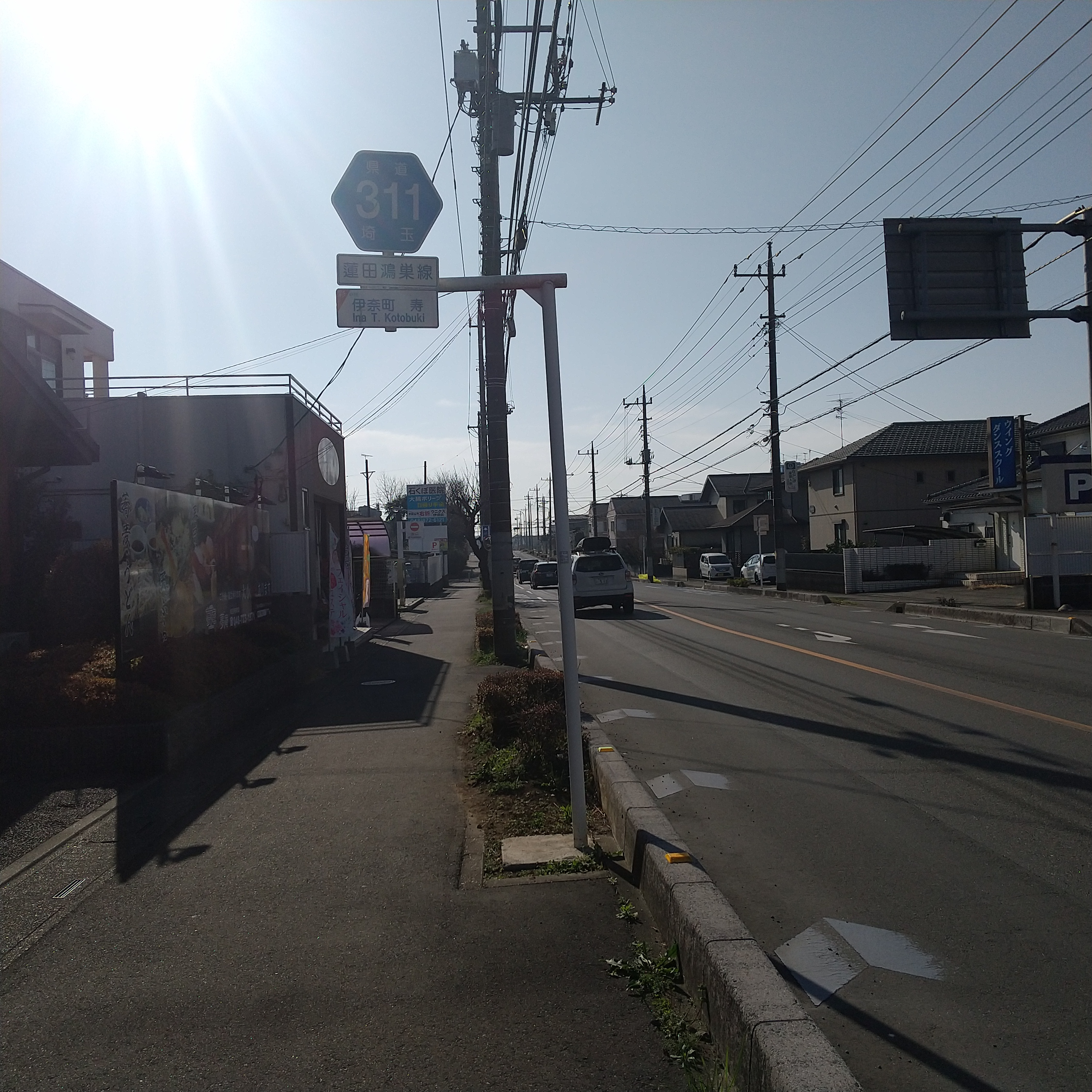
伊奈町寿付近
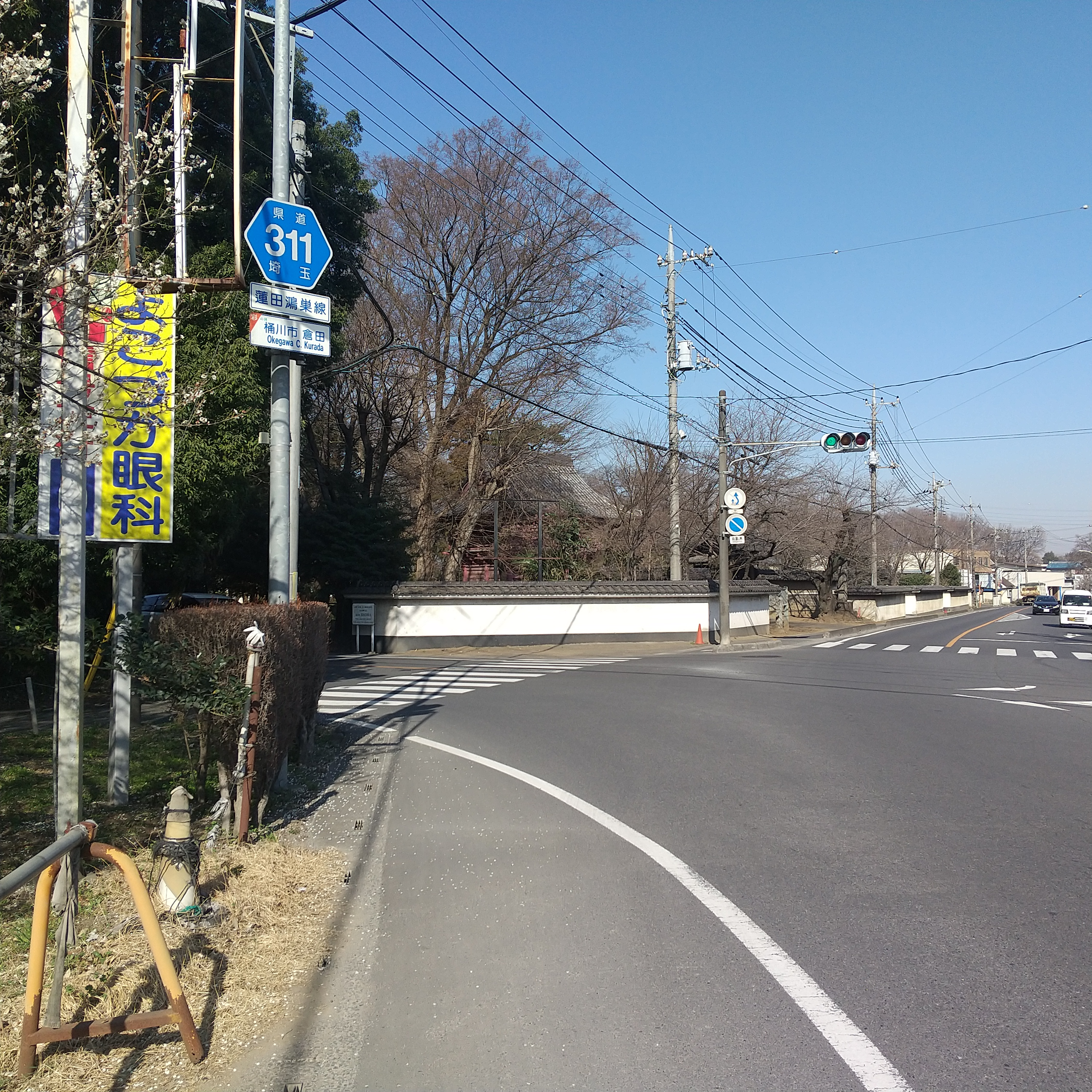
桶川市倉田付近
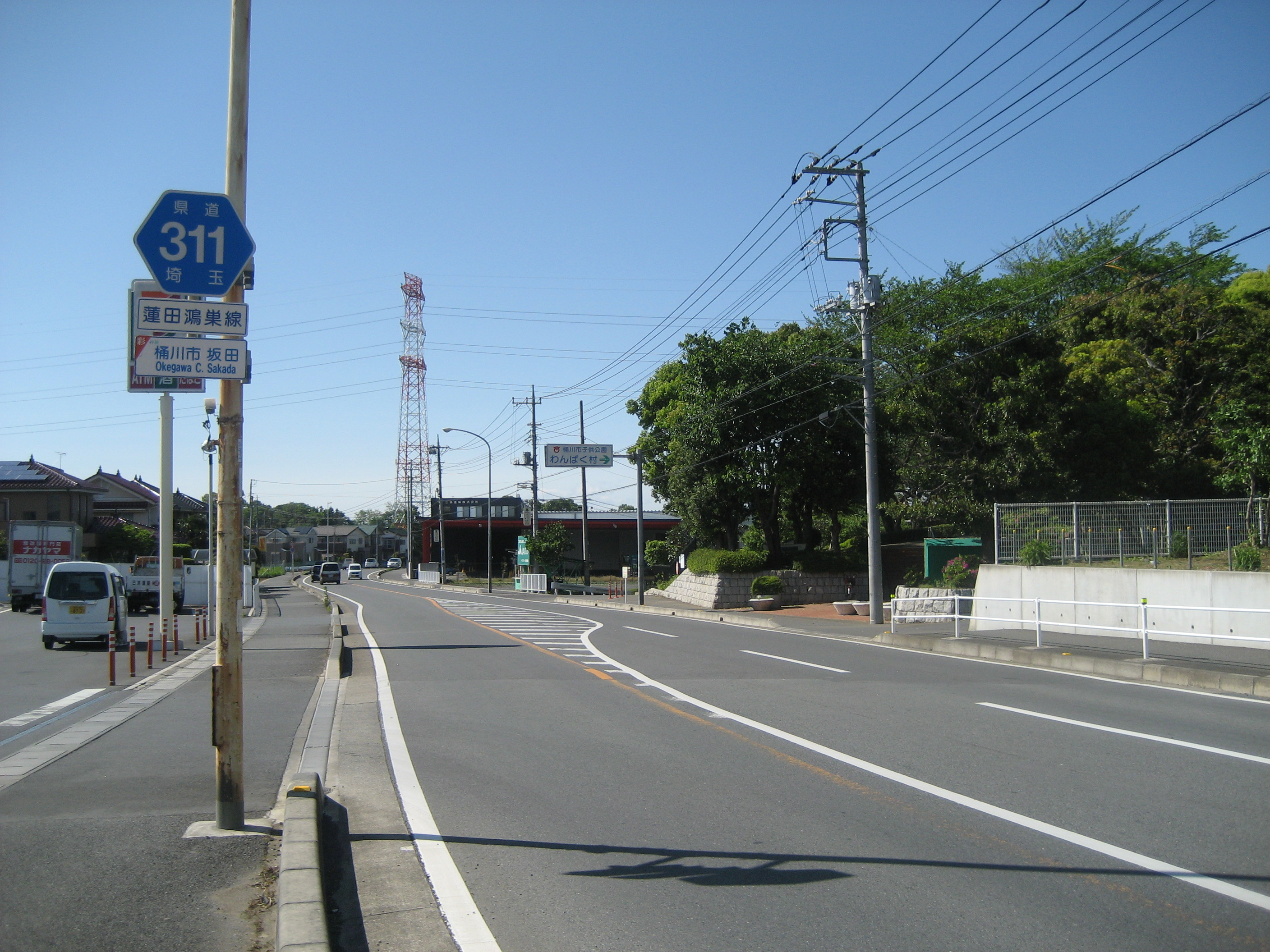
桶川市坂田付近